# Psychotria infundibulifera
Psychotria infundibulifera là một loài thực vật có hoa trong họ Thiến thảo. Loài này được Setch. miêu tả khoa học đầu tiên năm 1924.